# Kelly Gilissen
Kelly Gilissen (Maastricht, 12 oktober 1988) is een Nederlands voormalig voetballer die uitkwam voor Willem II, Roda JC, FC Utrecht en PEC Zwolle.

## Carrière
Gilissen maakte in de zomer van 2007 de overstap van RKSTV naar Willem II om te gaan spelen in de Eredivisie. Na één jaar stapte ze over naar Roda JC, dat in het tweede jaar werd toegevoegd aan de competitie. Gilissen speelde alle duels voor de Limburgers en scoorde eenmaal. Na een jaar werd het elftal echter wegens geldproblemen weer opgeheven. Gilissen vertrok daarop naar FC Utrecht, alwaar ze al gauw een basisplaats veroverde. In haar eerste jaar bij de club won ze de KNVB beker, gevolgd door de Supercup aan het begin van het daaropvolgende seizoen. In de zomer van 2012 stapte ze over naar PEC Zwolle. Op 25 mei 2013 speelde ze haar laatste wedstrijd tegen haar oude club FC Utrecht, hierna gaat ze verder met haar maatschappelijke carrière. Dit valt niet te combineren met professioneel voetbal.

## Statistieken
| Seizoen | Club       | Land      | Competitie            | Wedstrijden | Doelpunten |
| ------- | ---------- | --------- | --------------------- | ----------- | ---------- |
| 2007/08 | Willem II  | Nederland | Eredivisie            | ?           | ?          |
| 2008/09 | Roda JC    | Nederland | Eredivisie            | 24          | 1          |
| 2009/10 | FC Utrecht | Nederland | Eredivisie            | 17          | 0          |
| 2010/11 | FC Utrecht | Nederland | Eredivisie            | 18          | 0          |
| 2011/12 | FC Utrecht | Nederland | Eredivisie            | 14          | 0          |
| 2012/13 | PEC Zwolle | Nederland | BeNe League Orange    | 14          | 0          |
| 2012/13 | PEC Zwolle | Nederland | Women's BeNe League B | 14          | 0          |
| Totaal  | Totaal     | Totaal    | Totaal                | 101         | 1          |

## Erelijst
| Nationaal  |    |      |
| KNVB beker | 1× | 2010 |
| Supercup   | 1× | 2010 |